# Rio Tocantins
O Rio Tocantins (Paracatejê: Pyti [pɨˈti]:59; Xerente/Akwẽ Mrmẽze: Kâwawẽ:103) é um curso de água que tem como sua nascente geográfica mais distante o Rio Lagoinha no estado de Goiás, entre os municípios de Ouro Verde de Goiás e Petrolina de Goiás, região central do estado e ao norte da capital, Goiânia. 
O Rio Tocantins recebe essa denominação a partir da confluência dos rios Maranhão e Paranã, no Brasil Central. Soma cerca de 2.400 km de extensão até a foz, cortando o país no sentido sul-norte e, na divisa dos Estados do Tocantins e Pará (local conhecido por Bico do Papagaio), recebe as águas do rio Araguaia.
Os afluentes que o formam têm, portanto, suas nascentes no planalto de Goiás, região de Brasília: “O rio Tocantins começa nas imediações do quadrilátero Cruls (porção setentrional do Distrito Federal), a mais de 1.000 metros de altitude, resgatando a sua total identidade a partir da confluência do rio Paranã com o rio Maranhão” (GOMES; TEIXEIRA NETO, 1993:113).
Sua foz se encontra no Golfão Marajoara (ou Baía do Marajó), logo após o furo de Santa Maria (ou Rio Pará).
Durante a época das cheias, seu trecho navegável é de aproximadamente 1 150km.
O rio Tocantins é o segundo maior rio totalmente brasileiro (perde apenas para o rio São Francisco), e também pode ser chamado de Tocantins-Araguaia, após juntar-se ao rio Araguaia na região do "Bico do Papagaio", que fica localizada entre os estados de Tocantins, Maranhão e Pará. É no vale do médio e baixo rio Tocantins que se encontrava a maior concentração de castanheiras da Amazônia.

## Etimologia

Do tupi: tukana, tucano, e tĩ, bico, nome de antiga nação indígena. Ambos os termos estão em relação genitiva, o que dá a ideia de origem, pertencimento, e enseja a inversão dos termos (conforme indicam as setas).

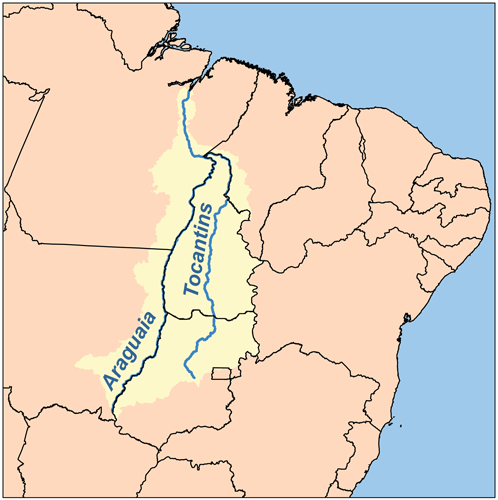
Bacia hidrográfica do rio Tocantins

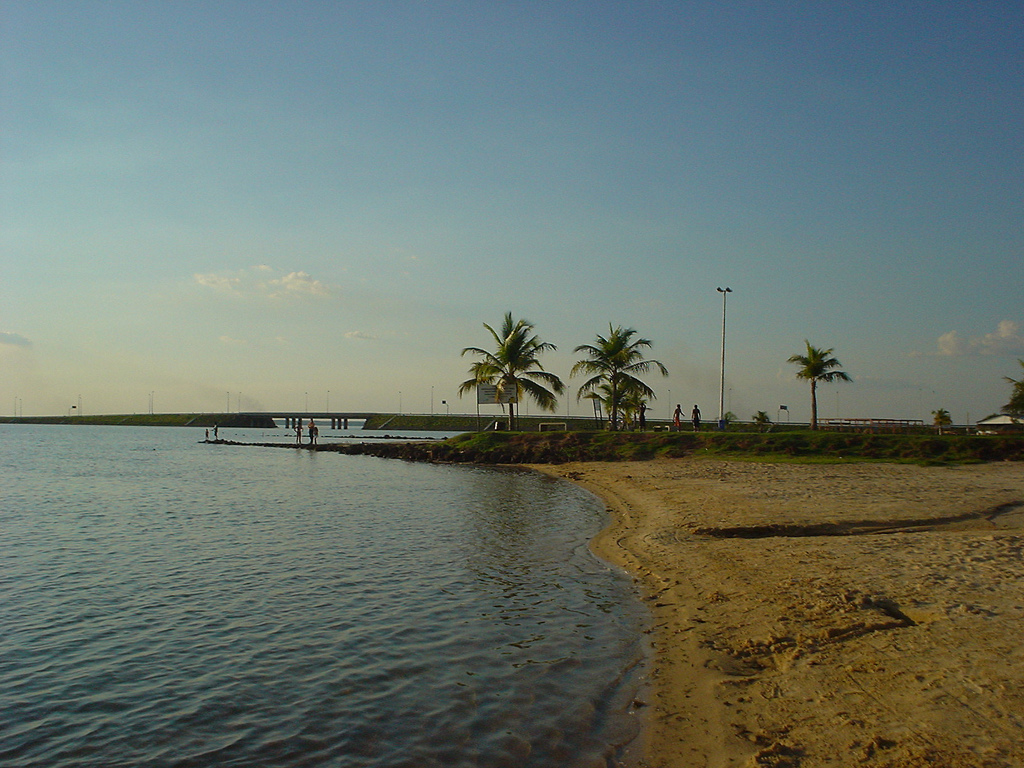
Rio Tocantins na Praia da Graciosa, em Palmas

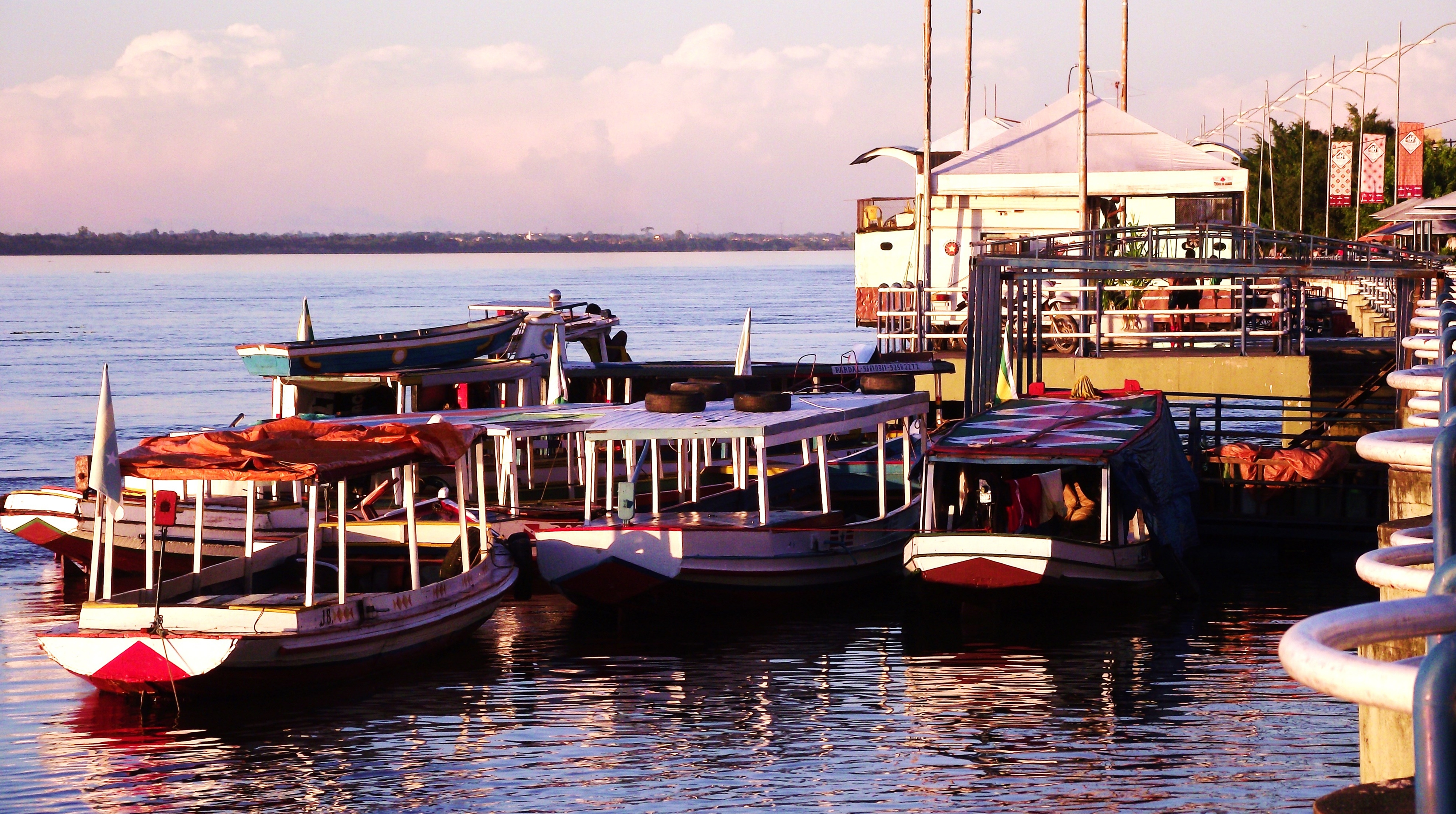
Barcos típicos dos rios da Amazônia, na Orla Sebastião Miranda

"Tocantins" é um termo com origem na língua tupi: significa "bico de tucano", através da junção de tukana (tucano) e tim (bico), e também nomeou o estado brasileiro mais recente surgido.

## Cidades
- Paranã (TO)
- São Salvador do Tocantins (TO)
- Peixe (TO)
- Porto Nacional (TO)
- Palmas (TO)
- Lajeado (TO)
- Miracema do Tocantins (TO)
- Tocantínia (TO)
- Pedro Afonso (TO)
- Carolina (MA)
- Estreito (MA)
- Tocantinópolis (TO)
- Filadélfia (TO)
- Babaçulândia (TO)
- Porto Franco (MA)
- Itaguatins (TO)
- Imperatriz (MA)
- Marabá (PA)
- Itupiranga (PA)
- Tucuruí (PA)
- Abaetetuba (PA)
- Breu Branco (PA)
- Baião (PA)
- Cametá (PA)
- Mocajuba (PA)
- São Pedro da Água Branca (MA)
- Sampaio (TO)

A maior vazão registrada no rio Tocantins foi em 3 de março de 1980, atingindo aproximadamente 70 000 metros cúbicos por segundo nas proximidades da cidade de Tucuruí. A maior cheia no rio Tocantins foi em março de 1980, período na qual o nível do rio em Tucuruí aumentou cerca de 20 metros. Em 8 de março daquele ano, a cidade de Marabá ficou praticamente submersa.

## Bacia do Araguaia-Tocantins
Ocupando uma área de 803 250 quilômetros quadrados, é a maior bacia hidrográfica inteiramente brasileira, ainda que pertencente a Bacia Amazônica. Além de apresentar-se navegável em muitos trechos, é a terceira do Brasil em potencial hidrelétrico, encontrando-se nela a Usina Hidrelétrica de Tucuruí.
O Tocantins, principal rio dessa bacia, nasce no norte de Goiás e desagua no golfão Marajoara (ou baía do Marajó), logo após o furo de Santa Maria ou rio Pará (o braço estuarino do rio Amazonas). Em seu percurso, recebe o rio Araguaia, que se divide em dois braços, formando a ilha do Bananal; situada no estado de Tocantins, é considerada a maior ilha fluvial interior do mundo.
Nessa região, ocorrem rios de regime austral, ao sul, e equatorial, ao norte.

## Usinas Hidrelétricas

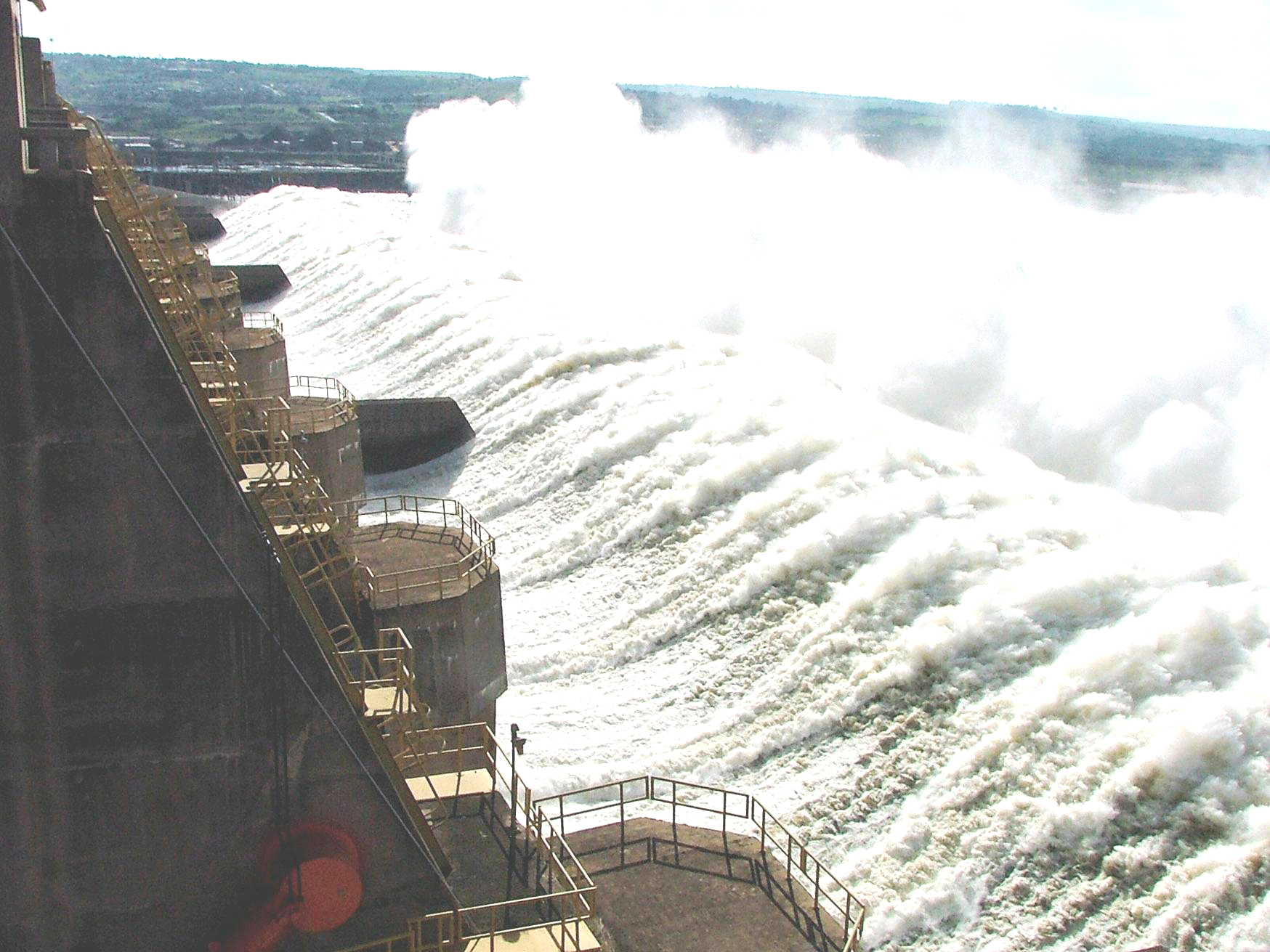
Usina de Tucuruí

O potencial energético instalado na bacia do rio Tocantins é superior a 10 500 MW, através de suas três usinas hidrelétricas:
- Usina Hidrelétrica Serra da Mesa no município de Minaçu, Goiás, com potência instalada de 1 275 MW;
- Usina Hidrelétrica de Cana Brava entre os municípios de Minaçu e Cavalcante, no extremo norte de Goiás, com potência instalada de 450 MW.
- Usina Hidrelétrica de São Salvador, localizada entre os municípios de São Salvador do Tocantins (TO) e Paranã (TO), com potência instalada de 243,2 MW;
- Usina Hidrelétrica de Peixe Angical, localizada no município de Peixe em Tocantins, com potência instalada de 452MW.
- Usina Hidrelétrica Luiz Eduardo Magalhães, localizada entre os municípios de Miracema do Tocantins (TO) e Lajeado (TO), com potência instalada de 902 MW;
- Usina Hidrelétrica de Estreito, localizada na divisa entre os estados de Tocantins e Maranhão, com potência instalada de 1 087 MW.
- Usina Hidrelétrica de Tucuruí localizada no sul do Pará, é a segunda maior do Brasil, com doze turbinas e potência instalada de 8 370 MW.

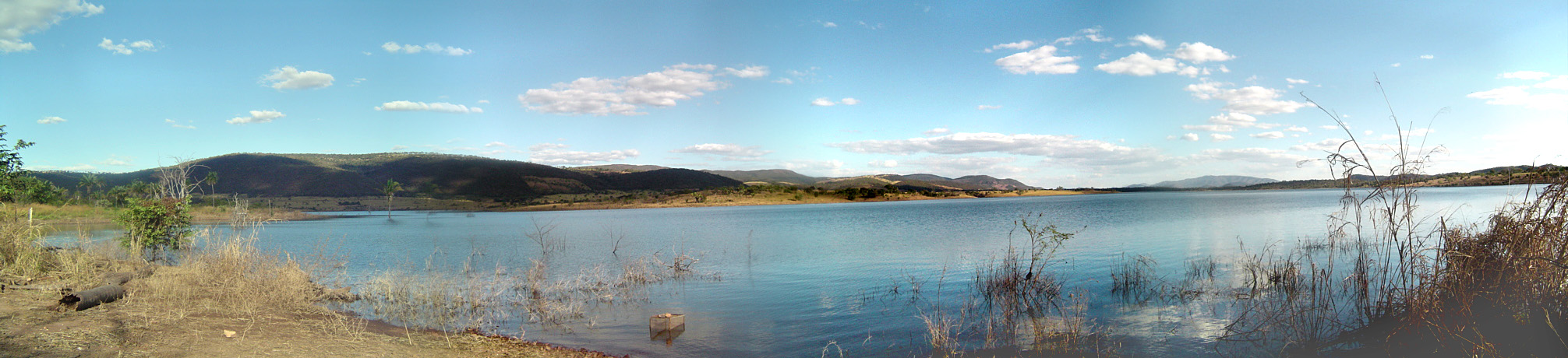
Lago de Serra da Mesa